# Милан Антић (сликар)
Милан Антић (Београд, 13. септембар 1984) је српски сликар и ликовни педагог.

## Биографија
Милан Антић је дипломирао на Факултету Ликовних уметности (ФЛУ) у Београду 2010. године, одсек сликарство код професора Гордана Николића. Извео је мурале у Београду: на железничкој станици „Прокоп“ 2010. године и на згради Факултета ликовних уметности (панои), у оквиру „Белефа“ 2011. године. Докторирао је 2018. на истом факултету. Његов докторски уметнички пројекат бави се контекстом и позицијом слике као медија у савременој уметничкој пракси.
Радови Милана Антића до сада су, у оквиру групних поставки од 2006. године, били представљени на бројним изложбама у земљи и иностранству. Учесник је више уметничких радионица и резиденцијалних боравака интернационалног карактера (Париз, Минхен, Солун, Софија, Београд).
Самостално излаже од 2010. године:
- New World, Галерија Рефлектор (Ужице, 2021)
- Цртежи, Галерија Хаос, Лауреати Награде за цртеж „Владимир Величковић“ (Београд, 2019)
- Досијеи о свакодневном, Галерија Хаос (Београд, 2017)
- United, Уметнички простор У10 (Београд, 2016)
- Сома, Галерија ФЛУ (Београд, 2016)
- Bodies, Центар за графику и визуелна истраживања (Београд, 2014)
- Цртежи, Српски културни центар у Паризу (Париз, 2012)
- Дијалог, Уметнички центар УБСМ (Београд, 2010)

Аутор је низа ликовних интервенција у јавном простору. Радови му се налазе у бројним колекцијама у земљи и иностранству. Његов рад у области визуелних уметности је више пута награђиван:
- II Награда за цртеж Владимир Величковић (2018)
- Награда за сликарство “Риста и Бета Вукановић, ФЛУ Београд (2010)
- Награда за цртеж Стеван Кнежевић”, ФЛУ Београд (2010)

Од 2011. почиње да ради на ФЛУ у звању асистента, а од 2014. у звању доцента на сликарском одсеку истог факултета.